# اگوی ورت
اگوی ورت (فرانسوی: Aiguille Verte‎) کوهی است در توده‌کوه مون‌بلان به ارتفاع ۴۱۲۲ متر که در آلپ فرانسه واقع شده است. اگوی ورت در زبان فرانسوی، به معنای سوزن سبز است.

## نگارخانه

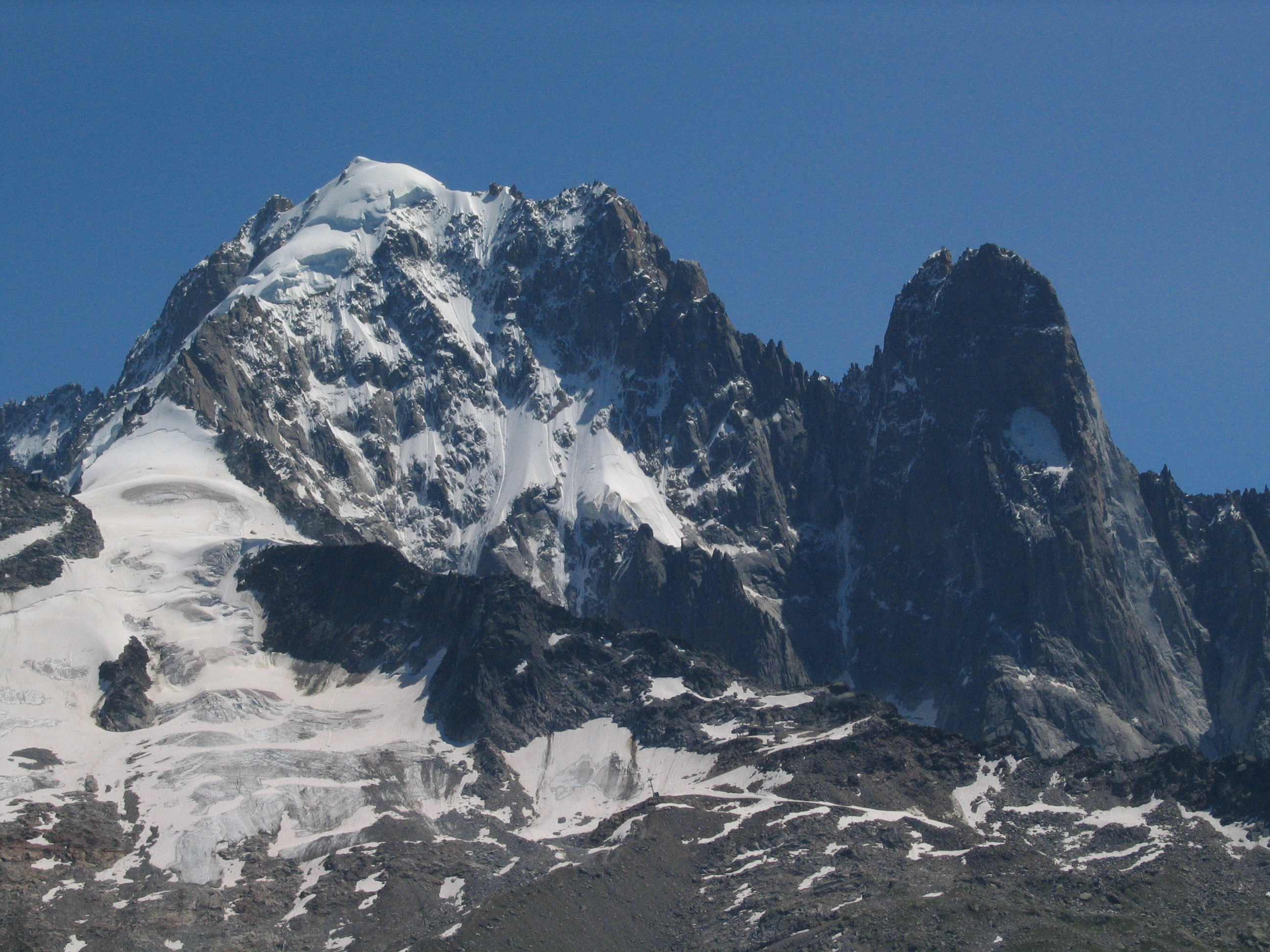
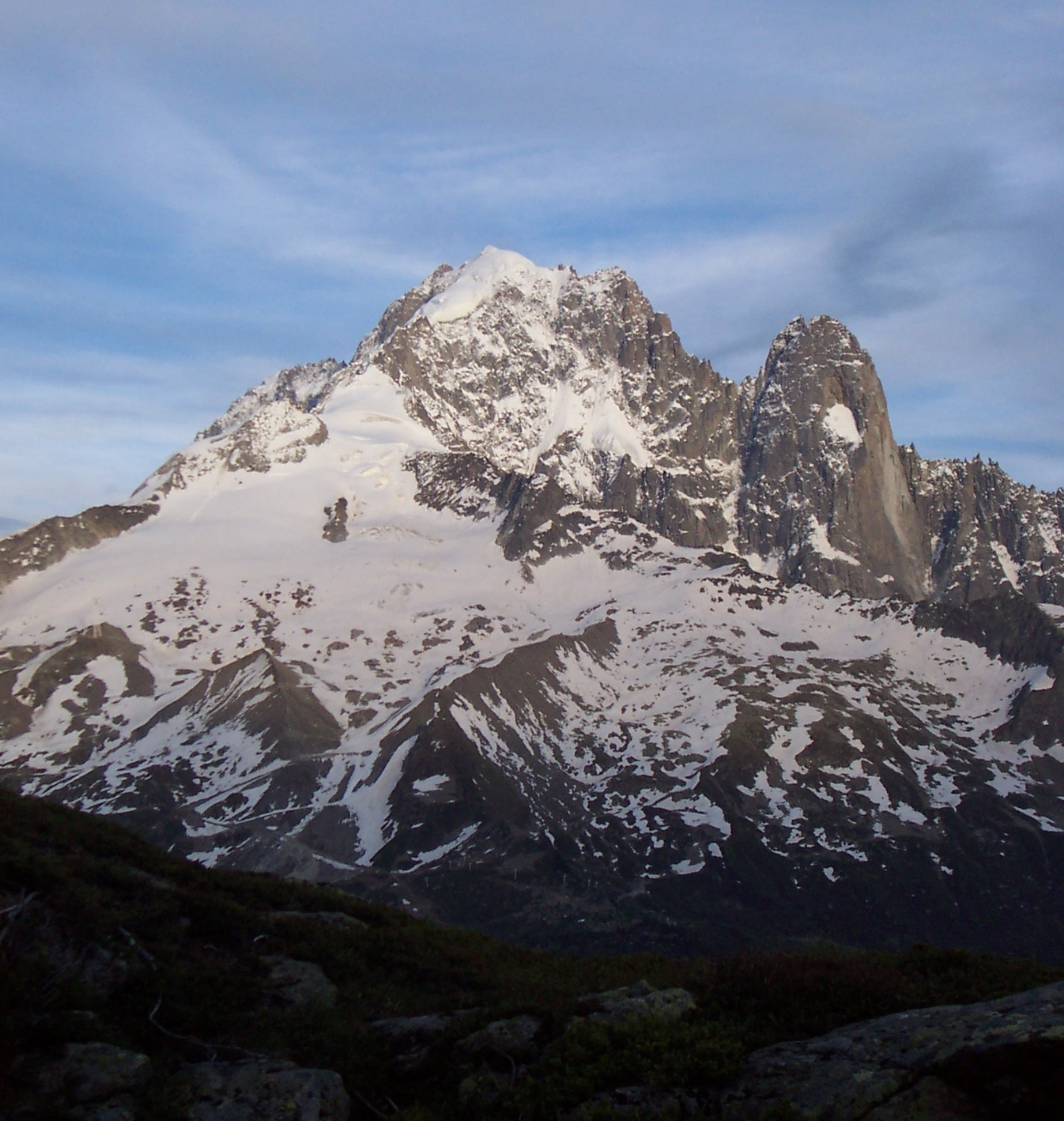